# Leshnje
Leshnje – wieś położona w południowo-wschodniej części Albanii w gminie Barmash. Wieś znajduje się 138 kilometrów od stolicy państwa, Tirany.